# Эгенхаузен
Эгенхаузен (нем. Egenhausen) — община в Германии, в земле Баден-Вюртемберг. 
Подчиняется административному округу Карлсруэ. Входит в состав района Кальв.  Население составляет 1913 человек (на 31 декабря 2010 года). Занимает площадь 10,01 км².